# Bonomi B.S. 14 Astore
L'Astore era un aliante da addestramento, biposto ad ala alta prodotto dall'azienda italiana Aeronautica Bonomi negli anni trenta.

## Tecnica

### Cellula
La fusoliera era profilata a sezione esagonale e ricoperta da compensato. Il posto del pilota era aperto ma protetto dal vento, situato davanti alle ali, mentre il posto del passeggero (o allievo) era completamente chiuso e posizionato sotto l'ala, in corrispondenza del baricentro.
Entrambi i posti erano dotati di paracadute e il posto del passeggero era accessibile da uno sportello laterale o da un finestrino superiore.

I comandi erano doppi e sganciabili.

### Superfici alari
Questo aliante era caratterizzato da un'ala controventata da due montanti e costituita da due parti, con longheroni a cassetta, ad estremità rastremate e controventate da montanti in tubo d'acciaio carenato.